# Tresco
Tresco (korn. Enys Skaw) – druga pod względem wielkości wyspa archipelagu wysp Scilly należących do Kornwalii w Wielkiej Brytanii. Tresco posiada powierzchnię równą 2,97 km² i w styczniu roku 2007 zamieszkiwało ją jedynie 167 osób. Na wyspie znajduje się ogród Tresco Abbey Garden, w którym z powodzeniem, pomimo północnego położenia, uprawiana jest roślinność z subtropikalnych regionów świata taka jak na przykład palmy daktylowce kanaryjskie.